# Кингс Парк (Вирџинија)
Кингс Парк (енгл. Kings Park) насељено је место без административног статуса у америчкој савезној држави Вирџинија.

## Демографија
По попису из 2010. године број становника је 4.333.
| Група             | 2000.    | 2010.         |
| Белци             | 0 (0,0%) | 2.646 (61,1%) |
| Афроамериканци    | 0 (0,0%) | 179 (4,1%)    |
| Азијати           | 0 (0,0%) | 697 (16,1%)   |
| Хиспаноамериканци | 0 (0,0%) | 699 (16,1%)   |
| Укупно            | 0        | 4.333         |